# Catholicae Ecclesiae
Catholicae Ecclesiae è un'enciclica di papa Leone XIII, datata al 20 novembre 1890.
In particolare, con questa enciclica, il Papa invita i cattolici a sostenere con larghi mezzi le missioni al fine di combattere le pratiche schiaviste e « l'abuso nel commercio degli schiavi ».